# Chloroclystis ericinellae
Chloroclystis ericinellae är en fjärilsart som beskrevs av Aurivillius 1910. Chloroclystis ericinellae ingår i släktet Chloroclystis och familjen mätare. Inga underarter finns listade i Catalogue of Life.